# Tomojuki Kadžino
Tomojuki Kadžino (* 11. červenec 1960) je bývalý japonský fotbalista.

## Klubová kariéra
Hrával za Yanmar Diesel, Gamba Osaka, Kashiwa Reysol.

## Reprezentační kariéra
Tomojuki Kadžino odehrál za japonský národní tým v letech 1988-1989 celkem 9 reprezentačních utkání.

## Statistiky
| Japonsko | Japonsko | Japonsko |
| Roky     | Záp.     | Góly     |
| -------- | -------- | -------- |
| 1988     | 1        | 0        |
| 1989     | 8        | 1        |
| Celkem   | 9        | 1        |